# 田中寿江
田中 寿江（たなか としえ、1977年12月12日 - ）は、広島県を拠点に活動する日本のフリーアナウンサー。

## 来歴
千葉県出身。専修大学文学部人文学科哲学・人文コース卒業。
大学を卒業後、2001年4月に山口朝日放送 (yab) に入社し、アナウンサーになる。同局在籍中には自社のローカル番組のほか、朝日放送の『朝だ!生です旅サラダ』の生中継企画にもよく出演していた。2005年11月4日には、第4回ANNアナウンサー賞の「原稿のあるもの」部門で奨励賞を受賞した。
山口朝日放送を退社後、2007年4月に隣県の系列局である広島ホームテレビ (HOME) へ移籍した。
2010年4月に広島ホームテレビを退社した後は、広島県内で子育てをしながらフリーで活動している。また、同じく広島ホームテレビに在籍していた中元綾子、川上裕子とフリーアナウンサーユニット「ボワクレール」を結成し、3人で県内各地の講演に参加したり、広島市内でアナウンス講座を開講したりしている（メンバーのいずれか2人のみになる場合もあり）。彼女たちのキャスティングは広告代理店のみづま工房が行っており、同社の広報サイト内には3人のプロフィールページが設けられている。

## 担当番組

### 山口朝日放送
- 朝だ!生です旅サラダ（朝日放送） - 生中継リポーター
- ANNスーパーJチャンネル ローカルパート - お天気コーナー担当[1]
- ステーションY - 「名作のふるさと」ナレーター[6]
- DO-YO-DA!! - 「今週のドルチェ・マンジャーモ！」「めざせ！萩ものしり博士」「あっちこっち彩発見！」担当

### 広島ホームテレビ
- HOME Jステーション - 「学び舎じゃけん」リポーター[7]
- ワイド!スクランブル - ローカルニュース担当[7]
- HOME NEWS 24:40[7]
- ANNスーパーJチャンネル 土曜版・日曜版ローカルパート[7]

### フリー転向後
- 安全なう（広島ホームテレビ） - リポーター[12]
- 大ちゃんの週刊Minsai!（HICAT、2012年6月11日 - ）[要出典]